# كمنسيل ستاندلي
كمنسيل ستاندلي (الاسم العلمي:Cumminsiella standleyana) هو نوع من الفطريات يتبع جنس الكمنسيل من الفصيلة الشقرانية.